# Maria Maddalena
Maria Maddalena (in ebraico מרים המגדלית‎?, in greco antico: Μαρία ἡ Μαγδαληνή?, Maria hē Magdalēnē), detta anche Maria di Magdala, è stata, secondo il Nuovo Testamento, una discepola di Gesù.
Venerata come santa dalla Chiesa cattolica, che celebra la sua festa il 22 luglio, la sua figura viene descritta, sia nel Nuovo Testamento sia nei Vangeli apocrifi, come una delle più importanti e devote discepole di Gesù.
Fu tra le poche a poter assistere alla crocifissione e, secondo alcuni vangeli, divenne la prima testimone oculare e la prima annunciatrice dell'avvenuta resurrezione.

## Soprannome

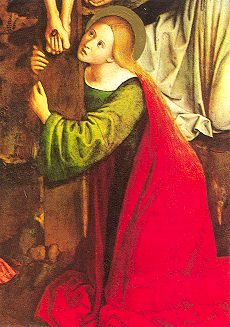
Dettaglio di Maria Maddalena in un dipinto della crocifissione.

L'aggettivo "Maddalena" viene accompagnato in qualche passo dei vangeli dalla precisazione "detta": per esempio in Lc 8,2 il testo originale riporta "Μαρία ἡ καλουμένη Μαγδαληνή" (= Maria chiamata Maddalena). In Mc 16,9 questa precisazione non è presente (il testo greco si traduce letteralmente in "Maria Maddalena").
Si è posta così la domanda se il soprannome "Maddalena" indichi che la donna proveniva da Magdala — una piccola cittadina sulla sponda occidentale del Lago di Tiberiade, detto anche "di Genezaret" — o abbia un altro significato.
Anche se molti studiosi ritengono valido il senso di semplice riferimento alla città d'origine, qualcuno ritiene che esso si scontri con problemi oggettivi legati alla toponomastica del I secolo (nelle fonti del I secolo Magdala è citata esclusivamente con il nome greco di Tarichea) e all'identificazione della località, resa difficile dalla presenza di diverse località denominate Magdala e dall'assenza nei testi evangelici di riferimenti precisi che consentano di identificare la città natale di Maria Maddalena.
L'appellativo "Maddalena" potrebbe avere invece una suggestiva valenza simbolica derivata dal termine ebraico/aramaico migdal / magdal =Torre, usato per sottolineare l'importanza di questa donna all'interno della comunità dei discepoli di Gesù. Già San Girolamo adottò questa interpretazione quando, in una sua lettera, scrisse di Maria Maddalena come di colei che «per il suo zelo e per l’ardore della sua fede ricevette il nome di "turrita" ed ebbe il privilegio di vedere Cristo risorto prima degli apostoli».

## Maria Maddalena nei vangeli canonici

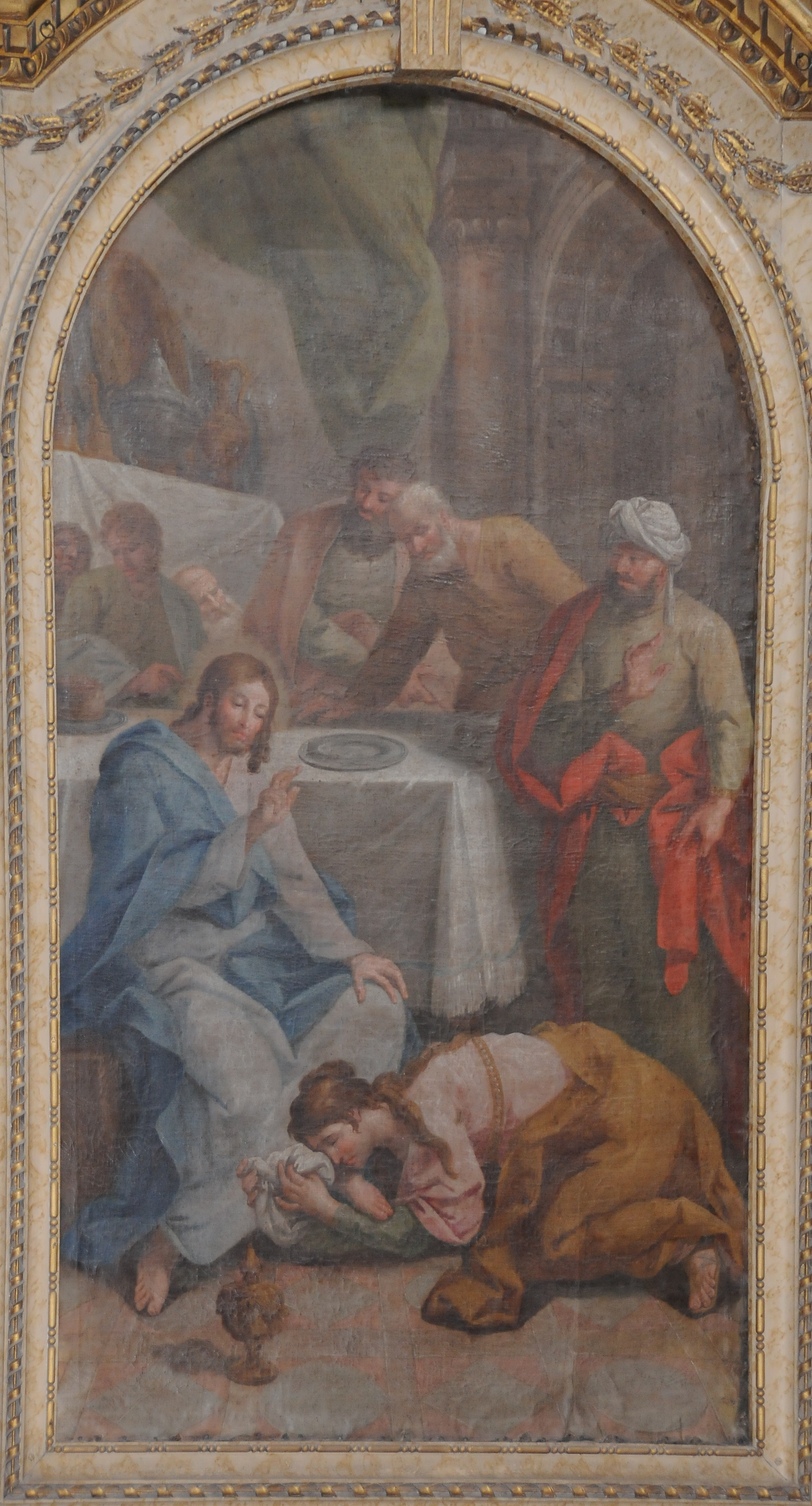
Maria Maddalena lava i piedi a Gesù

Maria Maddalena è menzionata nel Vangelo secondo Luca (8:2-3), assieme a Susanna e Giovanna, come una delle donne che «assistevano Gesù con i loro beni». Secondo tale vangelo, esse erano spinte dalla gratitudine (proprio da Maria Maddalena «erano usciti sette demòni») e finanziavano personalmente la missione itinerante del Maestro.
Secondo la tradizione, era una delle tre Marie che accompagnarono Gesù anche nel suo ultimo viaggio a Gerusalemme (Matteo 27:55; Marco 15:40-41; Luca 23:55-56), dove furono testimoni della crocifissione. Maria rimase presente anche alla morte e alla deposizione di Gesù nella tomba per opera di Giuseppe di Arimatea.

Maria Maddalena si reca al sepolcro di Gesù la mattina presto del terzo giorno della sepoltura e lo trova vuoto.

Fu ancora lei, di primo mattino nel primo giorno della settimana, assieme a Salome e a Maria di Cleofa, la madre di Giacomo il Minore (Matteo 28:1, Marco 16:1-2 e l'apocrifo Vangelo di Pietro 12), ad andare al sepolcro, portando unguenti per ungere la salma. Le donne trovarono il sepolcro vuoto ed ebbero una "visione di angeli" che annunciavano la risurrezione di Gesù (Mt 28:5).
Maria Maddalena, in un primo momento corse a raccontare quanto visto a Pietro e agli altri apostoli (Giovanni 20:1-2). Ritornata al sepolcro, si soffermò piangendo davanti alla porta della tomba. Qui il "Signore risorto" le apparve, ma in un primo momento non lo riconobbe. Solo quando venne chiamata per nome fu consapevole di trovarsi davanti Gesù Cristo in persona, e la sua risposta fu nel grido di gioia e devozione, Rabbunì, cioè "maestro buono". Avrebbe voluto trattenerlo, ma Gesù le disse:
Divenne così, nel Vangelo secondo Giovanni, la prima annunciatrice della resurrezione e si meritò in seguito il titolo di "apostola degli apostoli" e di "evangelista" in qualità di prima annunciatrice della buona notizia. «Il capitolo 20 di Giovanni, al versetto 17, raggiunge uno dei punti di più difficile comprensione. Ci si trova dinanzi all'ultima tappa del cammino di fede della Maddalena. Ricorre il verbo "attaccarsi", "afferrare", "toccare" (hàpto). Questo termine, col valore di toccare, nei vangeli sinottici, è sempre riferito a Gesù. Egli è colui che tocca, per guarire (cf Mt 8,3; Mc 7,33; Mc 8,22; Lc 22,51). Viene anche riferito a Gesù, affinché egli possa essere toccato (cf. Mc 3,10) o affinché tocchi qualcuno. L'incontro fra la Maddalena e Gesù costituisce l'unico caso in cui Gesù riferisce a se stesso il toccare. la forma è quella dell'imperativo presente medio, negativo. Si tratta, più esattamente, di un "medio di interesse". Il verbo esprime l'azione di Maria, compiuta a proprio vantaggio. Indica il trattenere per sé, che Gesù impedisce. Gesù ordina di non essere toccato. Maria, forse, ha iniziato a farlo, in un atteggiamento di prostrazione, ai piedi di Gesù. vi sarebbe collegamento, così, con il racconto di Matteo (cf. Mt 28,9). La forma imperativa presente "non toccarmi" [...] non indica (a differenza dell'aoristo) che una data azione non debba essere compiuta. Indica, invece, che quell'azione deve essere fermata. Il senso, dunque, è: "Non continuare a toccarmi. Non continuare a stringermi a te". Gesù, dunque, non vuole porre una separazione tra Sé e Maria. Il suo atteggiamento verso la Maddalena, a ogni modo, non ha paralleli. [...] Gesù impone di non essere toccato, perché indica un nuovo modo di relazione. Il Risorto non è infastidito dal comportamento di Maria. Vuole introdurla, semplicemente, dentro la piena relazione con lui. Si tratta della condizione dei risorti in Cristo (cf. 1Ts. 4,16). La fisicità non è stata annullata né è divenuta realtà sottile o evanescente. C'è, è la stessa, ma, dentro l'evento della risurrezione, si rivela diversa. [...] Il rapporto con l'amato deve entrare, dunque, in una prospettiva nuova. Maria, invece, ha equivocato l'incontro con Gesù risorto. Pensa che Gesù sia tornato fra i vivi. La Maddalena, così, crede che la condizione sia la stessa, in cui Gesù si trovi, prima della morte. Il tentativo di Maria, di trattenere Gesù, nasce dalla speranza di ristabilire la relazione di sempre. Maria non ha capito che il modo della relazione con il Maestro si è modificato. Il testo potrebbe essere tradotto con "Non continuare a toccarmi". [...] Senza toccare né afferrare, si può stare, pur sempre, con il Maestro.».

## Identificazione di Maria Maddalena con la peccatrice penitente

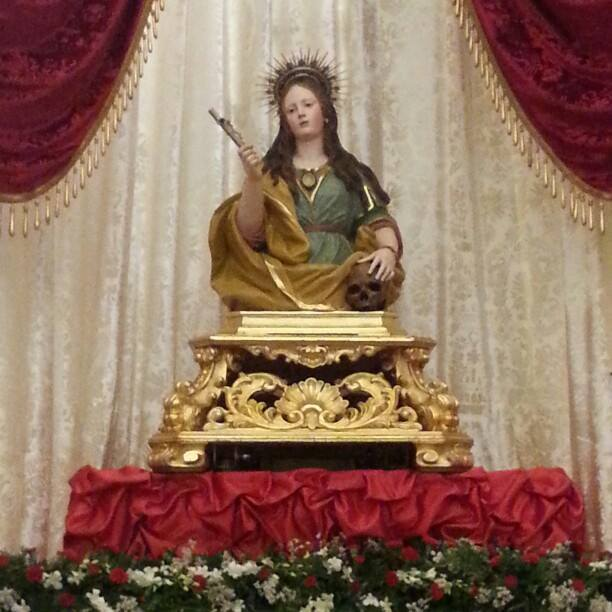
Busto ligneo di Santa Maria Maddalena Penitente (Casamicciola Terme-Ischia)

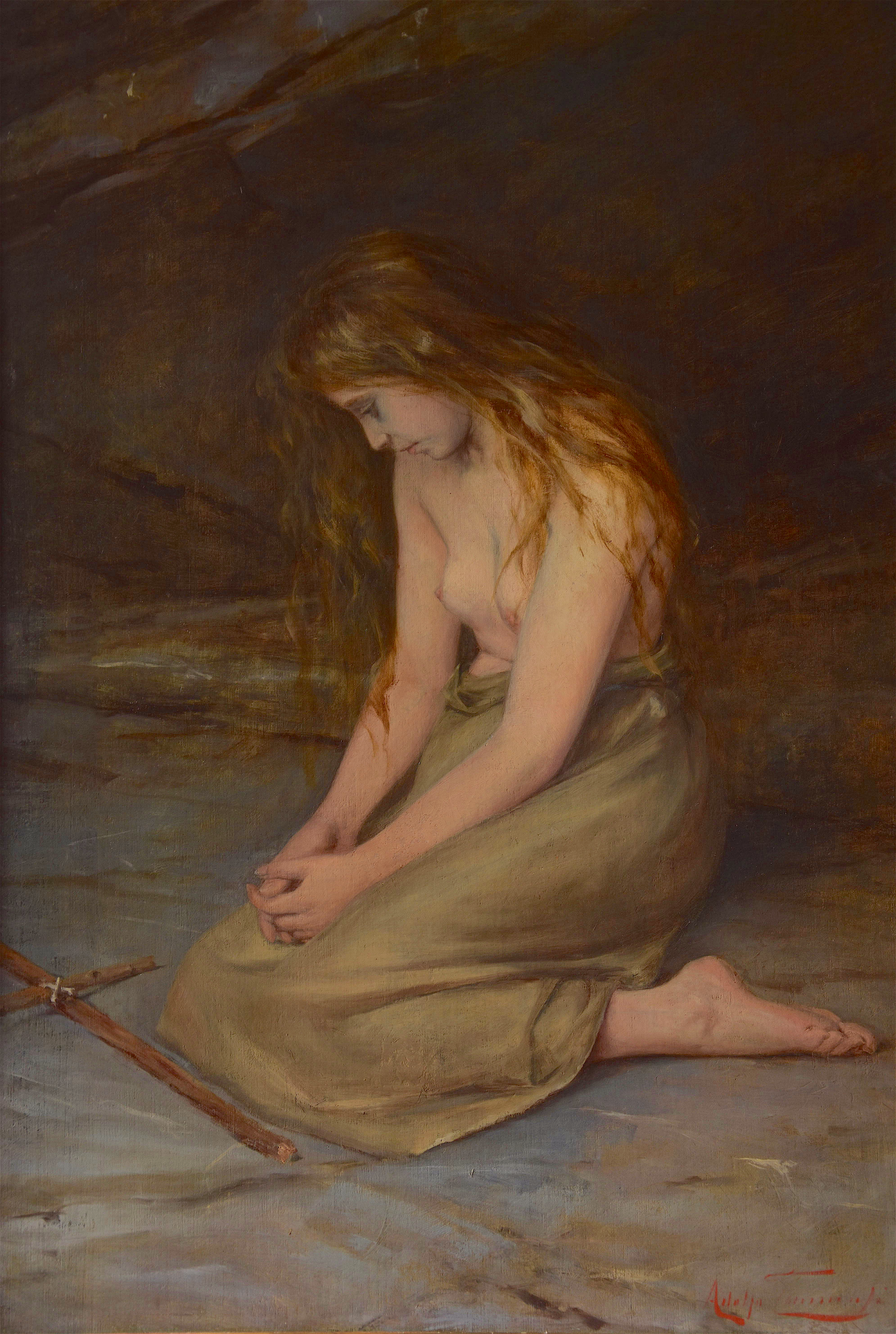
Adolfo Tommasi (Livorno 1851 - Firenze 1933) La Maddalena penitente, 1893. Olio su tela, cm 85x58 (collezione privata).

La figura di Maria di Magdala è stata identificata per lungo tempo con altre figure di donna presenti nei vangeli:
- alcune tradizioni accostano la figura di Maria Maddalena a Maria di Betania, la sorella di Santa Marta e del risorto Lazzaro (Lc 10:38-42[15] e Gv 11:1-45[16]) e alla peccatrice che unge i piedi a Gesù a casa di Simone il Fariseo, probabilmente a Nain, in Galilea:[17]

L'accostamento avviene poiché entrambe le donne (per intendersi, Maria di Betania e la peccatrice) lavano i piedi al Cristo e li ungono con il profumo: nel caso di Maria di Betania, per Giovanni il fatto avviene a Betania, in Giudea, probabilmente a casa di Lazzaro (Gv 12:1-11), per Marco e Matteo l'episodio avviene sempre a Betania, ma a casa di Simone il lebbroso, l'unzione viene fatta alla testa e non ai piedi e i due evangelisti non riportano il nome della donna che rimane anonima (Mc 14:3-9 - Mt 26:6-13), mentre l'episodio della peccatrice riportato da Luca avviene in casa di uno di cui si dice che fosse un fariseo di nome Simone.
L'ipotesi che si tratti di due distinte figure è sostenuta dai seguenti particolari:
- l'unzione dei piedi di Maria appare verso la fine della vita pubblica di Gesù, quella della peccatrice non è specificato, anche se l'episodio è collocato nel corso del ministero di Gesù in Galilea;
- i due episodi hanno un significato diverso: nel vangelo secondo Luca si evidenzia la misericordia di Gesù verso i peccatori, negli altri vangeli si preannuncia la morte imminente di Gesù;
- non è assolutamente assodato che Maria di Betania e Maria Maddalena siano la stessa persona.

A sostegno dell'ipotesi che si tratti invece della stessa figura si può invece ricordare che:
- nel caso di Maria, Gesù è il festeggiato di una cena in casa di Simone il lebbroso, nel caso della peccatrice Gesù è in casa di uno che si chiama Simone, tuttavia ciò non è di per sé significativo, perché questo nome all'epoca di Gesù era molto diffuso in Palestina;
- è molto improbabile che per due volte in due luoghi differenti Gesù sia stato unto con una quantità di olio di nardo avente esattamente lo stesso valore (Mc 14:5 e Gv 12:5) e che per due volte questo abbia dato luogo alle stesse pesanti critiche da parte dei presenti; bisogna però considerare che il vangelo secondo Luca non riporta che si trattava di un olio prezioso e costoso e che il fariseo non s'indigna per l'unzione in sé ma per la sua effettuazione da parte di una pubblica peccatrice, donna impura che non avrebbe dovuto toccare un maestro spirituale;
- in altri casi gli evangelisti sono in disaccordo su tempi e luoghi di eventi (es. i due racconti della natività in Matteo e Luca, le differenze nel giorno della crocifissione tra Giovanni e i sinottici e altri ancora).
- più di una volta il Nuovo Testamento mostra imbarazzo e reticenza nei confronti delle persone che hanno stretti legami con Gesù (es. l'improvvisa menzione della guida di Giacomo, "il fratello del Signore" (Ga 1:19), negli Atti (At 12:17, At 15:13), non preceduta da alcuna spiegazione o introduzione pur essendo essa ampiamente attestata dai più importanti scrittori cristiani antichi, Origene, Eusebio, San Girolamo, Pseudo-Clemente e anche da non cristiani, come Giuseppe Flavio.
- il comprensibile imbarazzo degli evangelisti di fronte agli elementi che indichino l'accoglimento da parte di Gesù delle aspettative di regalità terrena su di lui appuntate dalla popolazione ebrea. L'unzione di Gesù è, in tal senso, il più caratteristico di essi.
- se anche il senso teologico dei due episodi è diverso in Giovanni rispetto a Luca e in parte anche a Marco e Matteo, si deve ricordare che l'autore del quarto Vangelo mostra non di rado la tendenza a subordinare il racconto degli eventi a esigenze teologiche. Nel situare, per esempio, a differenza dei sinottici, la morte di Gesù al momento del sacrificio pasquale, Giovanni tende ad asserire l'identificazione tra Gesù e la vittima del sacrificio. Ancora, nel fornire il particolare, unico rispetto ai sinottici, della ferita al costato da cui esce sangue e acqua, Giovanni allude alla natura kosher della vittima. In entrambi i casi le implicazioni teologiche dei particolari sono così evidenti da non poter essere ignorate nell'analisi delle discordanze tra Giovanni e i sinottici.

- Maria viene erroneamente scambiata per l'adultera salvata da Gesù dalla lapidazione (come raccontato nella Pericope Adulterae) in Gv 8:1-11[27], ad esempio in un'opera destinata al grande pubblico come il film The Passion di Mel Gibson. In questo caso non ci viene tramandato nemmeno il nome della donna e l'identificazione probabilmente avviene solo per analogia con il caso precedente. Tale accostamento fra Maria Maddalena e l'adultera redenta non trova alcun riscontro nella tradizione latina, come si vede ad esempio in papa Gregorio Magno (omelie XXV e XXXIII).

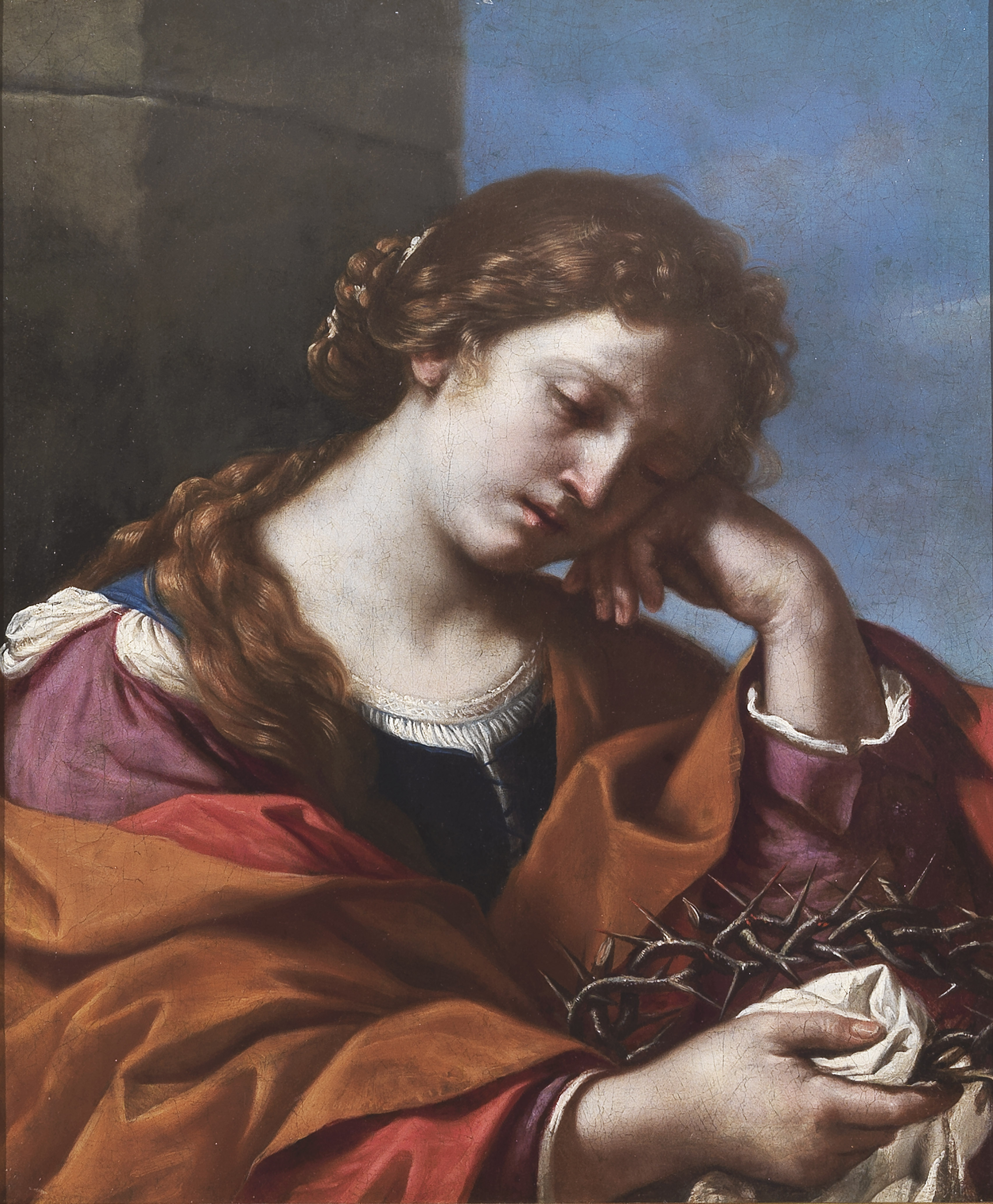
Maria Maddalena che medita sulla Corona di spine, dipinta dal Guercino. Olio su tela, 65 x 55 cm 1632. Collezione Mainetti (Roma).

L'identificazione di Maria Maddalena con Maria di Betania o con la peccatrice è stata infine esplicitamente ridiscussa dalla Chiesa cattolica nel 1969 (dopo il Concilio Vaticano II). Tuttavia, era comune nell'esegesi medievale, e per antichissima tradizione anche oggi, tanto che la figura della Maddalena peccatrice fu inserita accanto a quella del Buon Ladrone nella sequenza del Dies irae (utilizzata nella liturgia cattolica tradizionale dei defunti):
A seguito della riforma liturgica il testo della sequenza è stato ritoccato eliminando il nome di Maria; esso, tuttavia, è ancora recitato secondo la lezione tradizionale nelle celebrazioni della Messa tridentina.
La stessa identificazione è rifiutata dai protestanti. Anche gli ortodossi ritengono che Maria Maddalena, Maria di Betania e la peccatrice anonima del vangelo secondo Luca siano tre donne diverse.
Invece, nel cosiddetto Vangelo di Maria Valtorta, di poco anteriore al Concilio Vaticano II, la figura di Maria Maddalena è chiaramente identificata con quella di Maria di Betania e la peccatrice pentita. (Maria Valtorta, L'Evangelo come mi è stato rivelato, cap. 98.4; J. F. Lavère, L'enigma Valtorta, CEV, Isola del Liri 2012, vol. 1, pagg. 239-240).
L'umanista e teologo Jacques Lefèvre d'Étaples affrontò nel Cinquecento, tra il 1517 e il 1519, il problema dell'identificazione delle cosiddette tre Marie. Infatti, egli si era occupato proprio della figura della Maddalena, su incarico della madre di Francesco I, Re di Francia, Luisa di Savoia, che gli aveva commissionato un'agiografia della santa. Il teologo Lefèvre scrisse diversi opuscoli relativi al dibattito delle tre Marie, partendo dalla tradizione della Chiesa cristiana orientale, di culto greco e lontana da Roma dai tempi dello Scisma d'Oriente (1054). Il dibattito fece scalpore all'epoca e si diffuse anche in Italia, presso umanisti delle varie corti, come ad esempio a Mantova presso i Gonzaga grazie al precettore della marchesa Isabella d'Este, Mario Equicola. Tale dibattito si smorzò a valle della protesta luterana e al periodo della Riforma fino a cadere nell'oblio.
A causa di queste sovrapposizioni tra le varie figure dei Vangeli, Maria Maddalena divenne un simbolo di pentimento e divenne patrona di varie istituzioni che si occupavano della gioventù femminile, come l'Ordine di Santa Maria Maddalena o le congregazioni delle maddalene di Lubań e Torino. Il suo nome fu anche usato per le Case Magdalene in Irlanda, conventi che ospitavano ragazze inviate dalle famiglie o dagli orfanotrofi: l'ultima Casa Magdalene in Irlanda è stata chiusa nel 1996.
Il biblista Gianfranco Ravasi ha sottolineato che l'identificazione di Maria Maddalena con Maria di Betania e con la peccatrice pentita è frutto di equivoci.
Tuttavia l'identificazione di Maria Maddalena con la prostituta rimane ancora viva nella tradizione popolare. Come già accennato, ad esempio, in vari film che narrano di Gesù, Maria Maddalena viene effettivamente identificata con una prostituta, come in Mel Gibson, La passione di Cristo, nel film ispirato al romanzo di Nikos Kazantzakis L'ultima tentazione di Cristo di Martin Scorsese , nel famoso musical Jesus Christ Superstar, diretto da Norman Jewison, tratto dall'omonimo album musicale di Andrew Lloyd Webber e nella trilogia filmica sulla vita della Vergine Maria dal titolo Maryam of Tsyon diretta da Fabio Corsaro.

## Culto

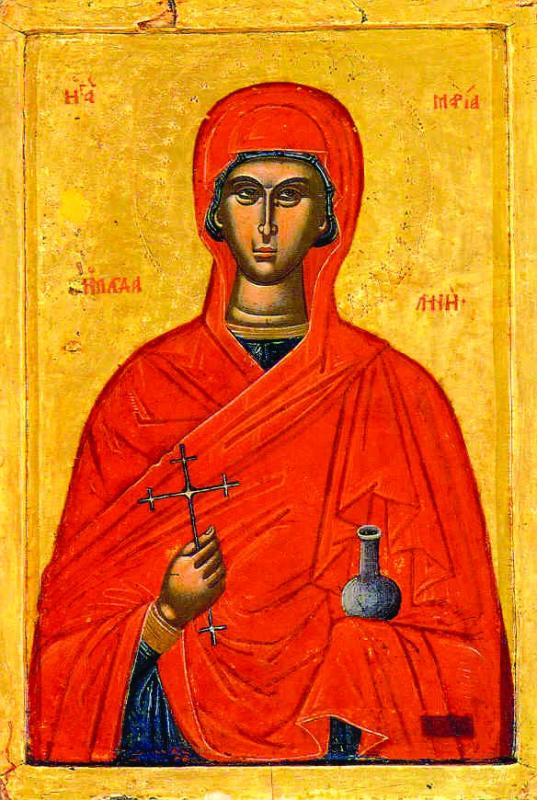
Icona di Maria Maddalena della Chiesa ortodossa.

### Legenda aurea
Dopo l'inizio della predicazione degli apostoli, iniziarono le persecuzioni da parte del Sinedrio. Lazzaro, Maria Salome, Marta di Betania, Maria Jacobé e Maria Maddalena, assieme alla serva Sara la Nera, furono gettati in mare su una barca dagli ebrei, perché morissero. Vagarono per lungo tempo in mare su una barca priva di remi e nocchiero, finché dalla Terra Santa giunsero in Provenza, nel territorio la Couronne, dove dopo lungo peregrinare trovarono finalmente un pozzo di acqua potabile: per tal motivo il luogo d'approdo è chiamato ancora oggi Santo Terro, "santa terra"[2], dove vi è una cappella dedicata alla Santa Croce, la chiesetta della Sainte-Croix, il famoso pozzo e la presunta impronta di un piede di Lazzaro. Due volte l'anno vi è una processione alla cappella. Da qui, imbarcata l'acqua potabile necessaria, i santi personaggi avrebbero proseguito per la Camargue, per approdare a Saintes-Maries-de-la-Mer.
Dall'abitato di Saintes-Maries-de-la-Mer, mentre Maddalena si sarebbe diretta verso Saint-Maximin-la-Sainte-Baume, Lazzaro a Marsiglia, Marta a Tarascona, Maria Salomé, Maria Jacobé e Sara si sarebbero stabilite vicino all'oppidum, evangelizzando la regione. Maddalena si ritirò a fare vita eremitica in una grotta, dove visse senza curarsi di cibo e vestiti. Le crebbero allora i capelli a coprire tutto il corpo e vennero degli angeli per trasportarla in cielo in estasi ogni giorno,  fino alla morte. Una famosa versione di questa storia è contenuta nella Legenda Aurea di Jacopo da Varazze (sec. XIII).

### Nella Chiesa antica
Il culto più antico rivolto a Maria Maddalena, risalente alla fine del IV secolo, è quello che si svolgeva nei riti della Chiesa Orientale la seconda domenica dopo Pasqua, chiamata "delle mirofore". In quel giorno si commemoravano le donne che il giorno dopo la crocifissione e la morte di Gesù si recarono al sepolcro con gli unguenti per imbalsamarlo. Tra le mirofore un ruolo importante l'aveva Maria Maddalena, l'unica che è sempre citata in tutti e quattro i vangeli canonici. Il primo centro della venerazione della Maddalena fu Efeso, dove secondo una tradizione si sarebbe recata insieme a Maria madre di Gesù e all'apostolo Giovanni e dove si diceva fosse pure la sua tomba, nell'ingresso della grotta dei Sette Dormienti; si sposta poi a Costantinopoli, dove all'epoca di Leone il Filosofo (nell'886) sarebbe stato trasferito il corpo, e si diffonde poi nella Chiesa Occidentale soprattutto dall'XI secolo.

### In Occidente

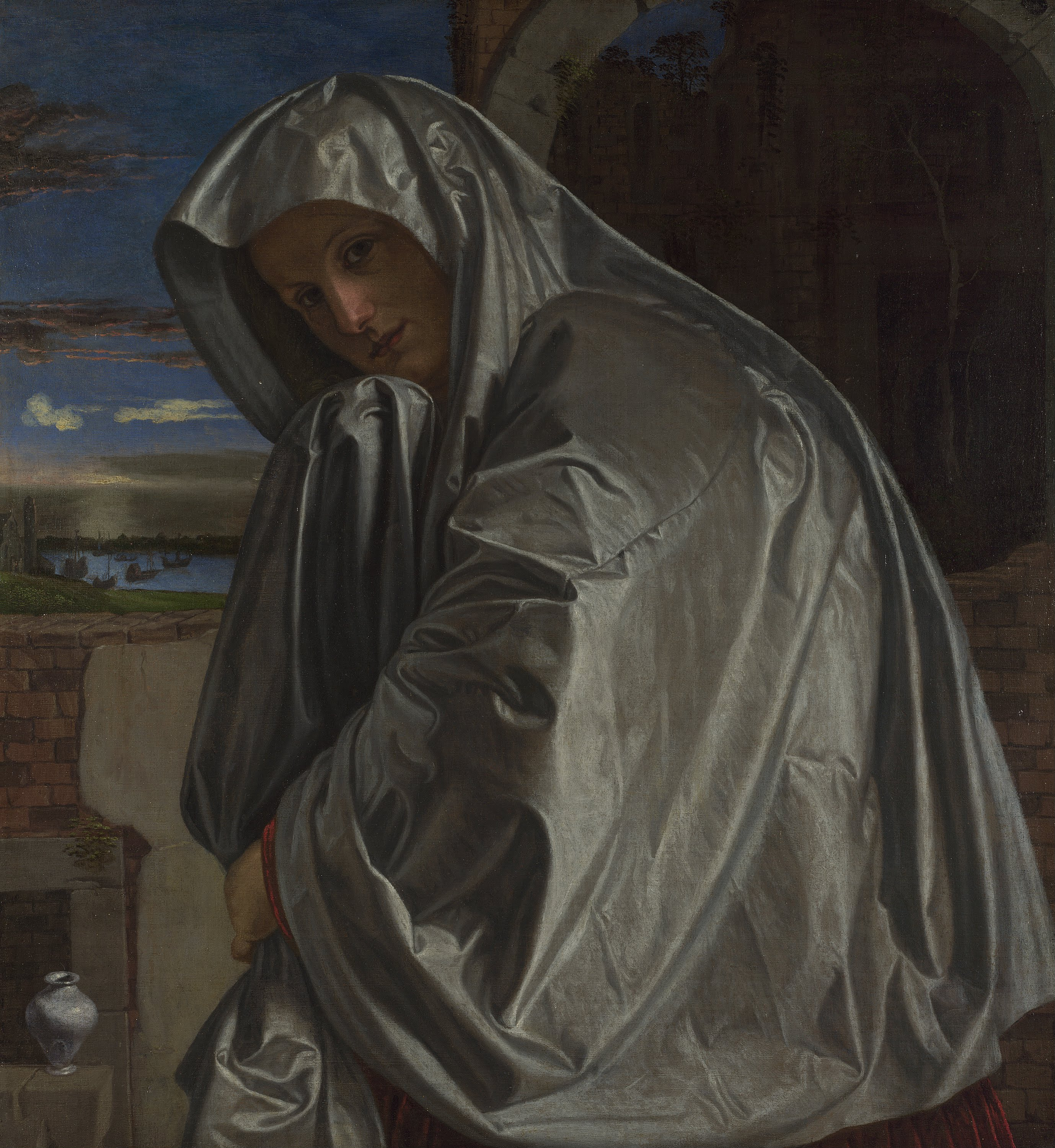
Giovanni Girolamo Savoldo, Maria Maddalena, 1535-1540, National Gallery, Londra.

La diffusione del culto in Occidente avvenne soprattutto grazie all'Ordine dei Frati Predicatori, secondo la testimonianza di Umberto de Romans: "Dopo che la Maddalena si è data alla penitenza, è stata resa dal Signore così grande per grazia, che dopo la Beata Vergine non si trova donna alla quale nel mondo non si renda maggior riverenza e non si dia maggior gloria in cielo". I domenicani la considerano una delle loro patrone. Varie congregazioni di frati e di suore le attribuirono il titolo di "apostola degli apostoli", come viene celebrata nella liturgia bizantina, e paragonarono la missione di Maddalena, di annunciare la risurrezione, al loro ufficio apostolico.
Nel calendario romano generale la sua celebrazione è fissata al 22 luglio, senza alcun cenno alla supposta identificazione con la peccatrice. La sua memoria è stata elevata a festa da papa Francesco al 3 giugno 2016 per sottolineare il compito di evangelizzatrice degli apostoli della santa, il ruolo della donna nella Chiesa e l'azione della misericordia di Dio.
Una tradizione riportata nella Legenda aurea racconta che la Maddalena, con i fratelli e altri discepoli, sia partita dalla Palestina per approdare a Saintes-Maries-de-la-Mer dopo un viaggio periglioso, nonostante la barca fosse ingovernabile; una variante della leggenda, attestata anche da un affresco di Giotto nella cappella della Maddalena della basilica inferiore di Assisi, vuole che l'approdo sia avvenuto a Marsiglia.

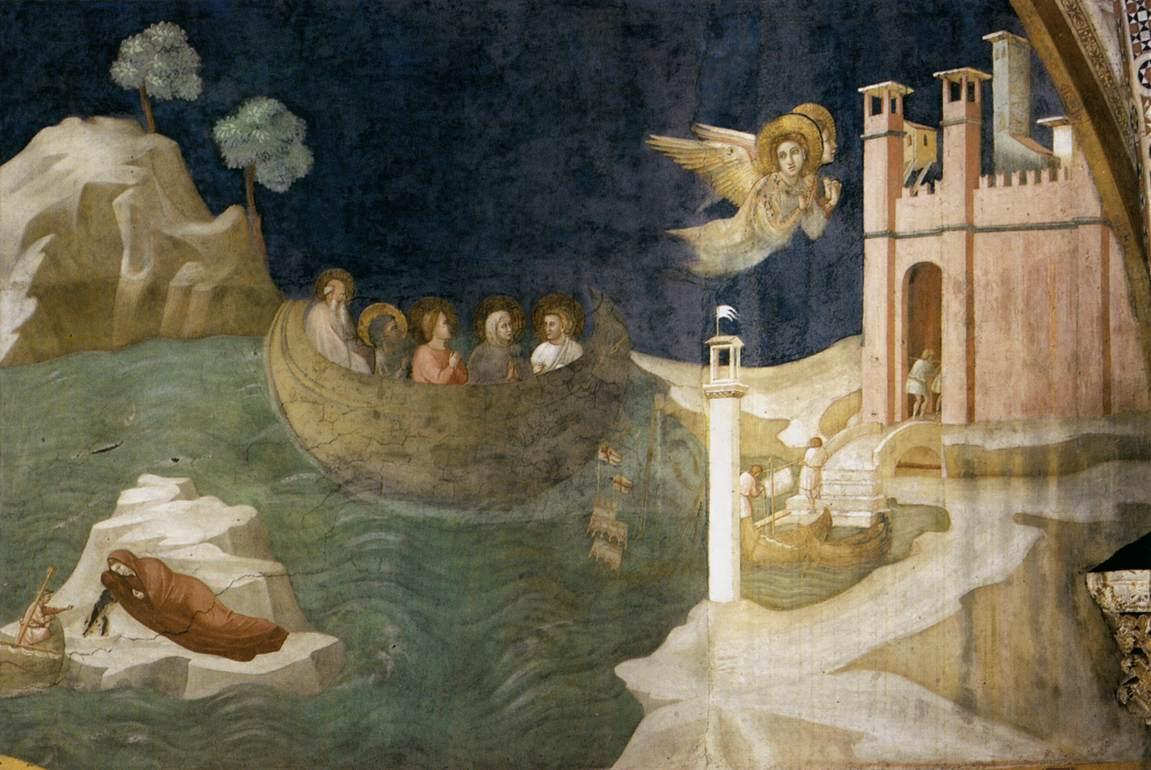
Giotto, La Maddalena approda a Marsiglia, affresco.

Il culto di Maddalena si diffuse in Europa e i suoi devoti costruirono numerose chiese in suo onore: la più nota è quella gotica di Saint-Maximin-la-Sainte-Baume (1295), dove è conservato quello che si dice sia il teschio della santa. Fu Carlo II d'Angiò ad effettuare l'inventio di tale reliquie nel 1279, convalidate da papa Bonifacio VIII nel 1295. "Sainte Baume" in antico provenzale significa "santa grotta": a Plan-d'Aups-Sainte-Baume, sotto la cima più alta del massiccio montagnoso, c'è una grotta dove la tradizione vuole che sia morta la Santa, oggi sede di una chiesa, che accoglie una fonte di acqua e un convento domenicano. In tale chiesa è presente una reliquia della Maddalena. Il luogo, conosciuto nel Cinquecento come Nanse o Nanze (odierna Nans-les-Pins), era allora meta di frequenti pellegrinaggi da tutta Europa, soprattutto dalle corti italiane. Il cardinale Luigi d'Aragona ha lasciato un diario redatto dal chierico molfettese Antonio De Beatis con dettagli sui luoghi della Maddalena in Provenza, così come l'alvitano Mario Equicola nel suo Iter in Narbonensem Galliam, che riporta il viaggio per un pellegrinaggio di Isabella d'Este, marchesa di Mantova.
In ogni modo, ben prima di Saint Maximin, il culto di Maria Maddalena si era formato presso l'abbazia borgognona di Vezelay, dove già nel 1050 si diceva fosse conservato il corpo.

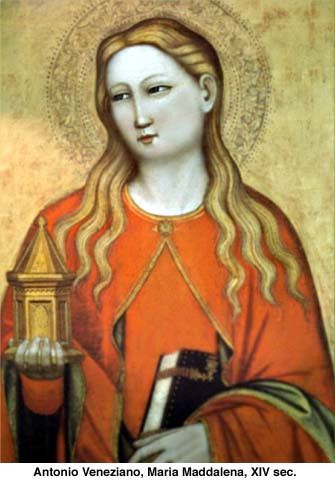
Maria Maddalena, Antonio Veneziano.

Il culto della Maddalena, peraltro, non è una prerogativa esclusiva della Francia, come dimostra l'esistenza di molti edifici a lei dedicati ad esempio in Italia (oltre un centinaio), fra cui le principali come la Chiesa di Santa Maria Maddalena in Campo Marzio in Roma, la chiesa parrocchiale dell'isola della Maddalena, la basilica di Santa Maria Maddalena Penitente in Casamicciola Terme (Ischia), unica chiesa in Italia che conserva il titolo di "Maria Maddalena Penitente", la chiesa arcipretale di Longare e quella di Laverda nel vicentino, la chiesa parrocchiale di Bordighera, il duomo di Desenzano, la Collegiata di Atrani (SA) dedicata alla Santa dal 1274, l'abbazia di Sant'Egidio del Monte Albino (abbazia di Santa Maria Maddalena in Armillis), la chiesa della Maddalena di Alba, la chiesa di Santa Maddalena a Bolzano, la chiesa madre di Ciminna (PA) e Sciacca (AG), quella parrocchiale di Uggiano la Chiesa (LE), Corbola (RO), la Chiesa Madre di Santa Maria Maddalena in Casalanguida (CH) e molti altri luoghi di culto.

### Reliquie

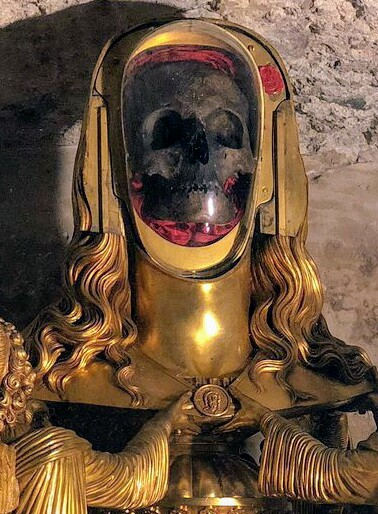
Testa di Santa Maria Maddalena, esposta nella Basilica di Saint-Maximin-la-Sainte-Baume, in Francia.

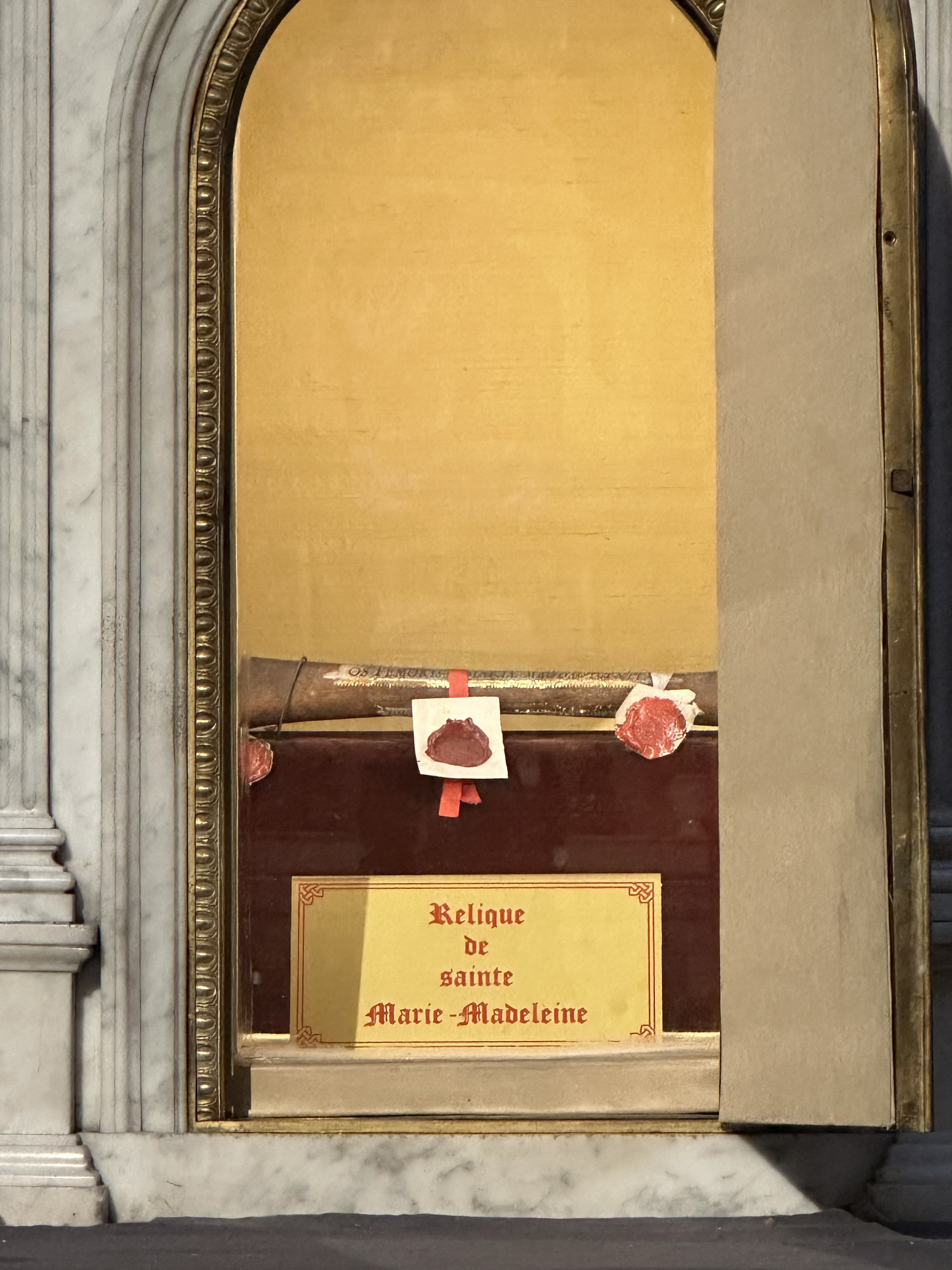
Osso, esposto nella chiesa della Madeleine a Parigi.

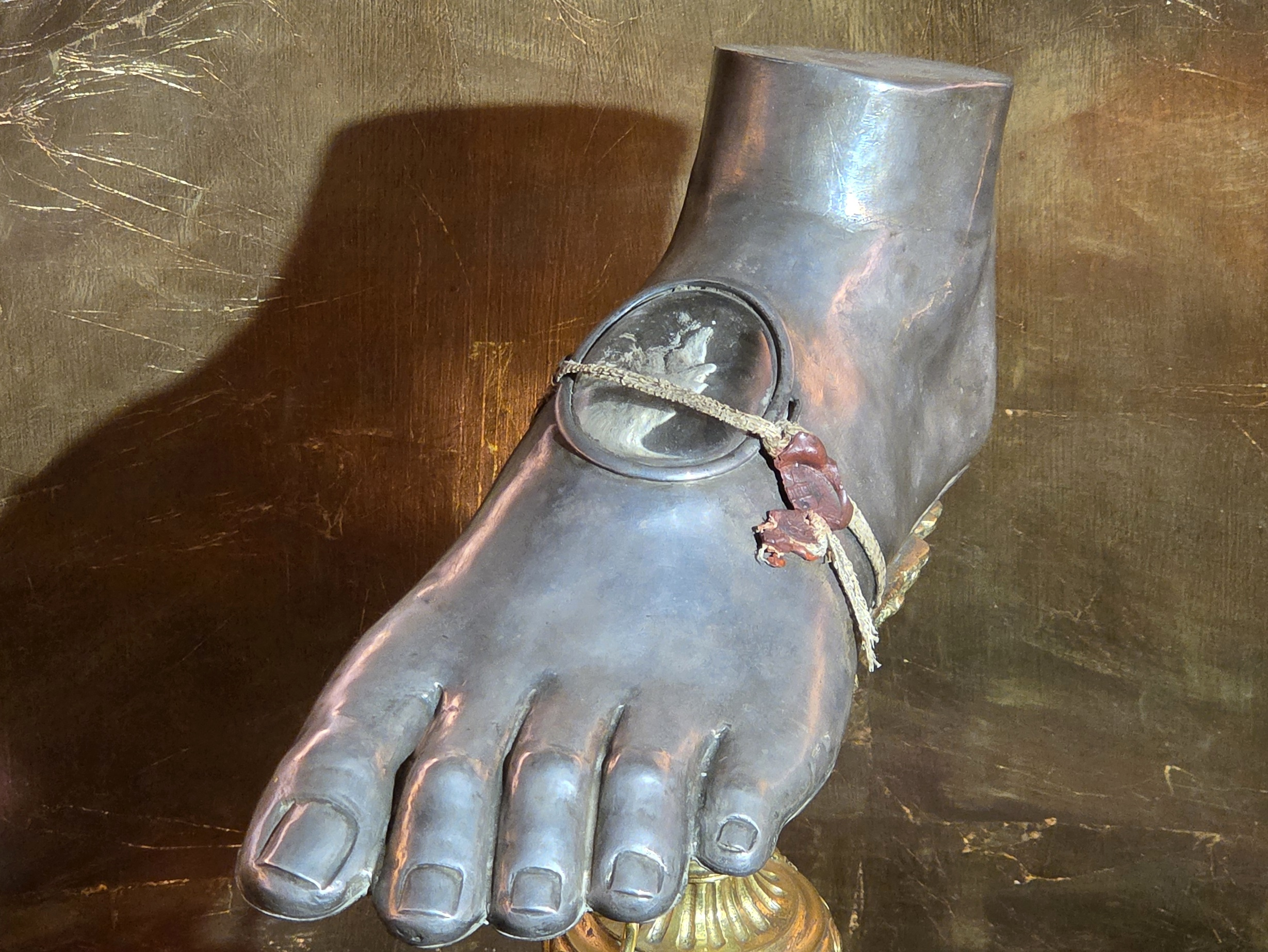
Piede sinistro di Santa Maria Maddalena, conservato nella Basilica di San Giovanni de' Fiorentini a Roma.

Come santa cattolica, le reliquie di Maria Maddalena furono venerate a Saint-Maximin-la-Sainte-Baume, Provenza, attraendo una tale folla di pellegrini che venne eretta una grande basilica verso la metà del XIII secolo, una delle più famose chiese gotiche del sud della Francia. L'inventio delle reliquie è attribuita a Carlo II d'Angiò, detto "lo zoppo", fatta nel 1279. Le reliquie furono convalidate da papa Bonifacio VIII nel 1295 e custodite nella basilica di Saint-Maximin-la-Sainte-Baume.
Benché le sue ossa siano state disperse durante la Rivoluzione francese, si disse che la sua testa fosse rimasta nel suo sacrario in una caverna a La Sainte-Baume vicino a Marsiglia, dove la santa si sarebbe ritirata; si racconta anche di grandi miracoli e benedizioni ricevute da chi si recasse al sacrario per venerare Maddalena. Il piede della santa, custodito in un prezioso reliquiario dell'ambito di Benvenuto Cellini è stato venerato per secoli a Roma in una cappella posta all'ingresso di Ponte Sant'Angelo, ultima delle reliquie maggiori prima di giungere sulla tomba di San Pietro. Il piede è oggi conservato nella Basilica di San Giovanni de' Fiorentini. Altre reliquie consistenti in filamenti di capelli, stralci di camicie e piccoli resti ossei, sono custodite nella Collegiata di Atrani (SA), in Costiera Amalfitana.

### Tradizione delle uova di Pasqua
Da secoli, è costume di molti Cristiani ortodossi orientali terminare la celebrazione pasquale dipingendo uova e proclamando "Cristo è risorto!". Le uova simboleggiano la nuova vita, e Cristo che risorge dalla morte. Da questo nacque la tradizione di colorare le uova di Pasqua.
Una tradizione riguardante Maria Maddalena dice che dopo la morte di Gesù Cristo, usò la sua posizione per ottenere un invito a un banchetto dato dall'imperatore Tiberio. Quando lei lo incontrò, teneva un uovo puro nelle sue mani ed esclamò "Cristo è risorto!" Tiberio rise, e disse che la resurrezione di Gesù Cristo dalla morte era probabile quanto l'uovo nella sua mano diventasse rosso mentre lo teneva. Secondo la leggenda, prima che finisse di parlare, l'uovo nella sua mano diventò rosso e lei continuò a proclamare il Vangelo in tutta la casa imperiale.

## Iconografia
L'iconografia di Maria Maddalena è molto varia. Ella, infatti, è stata raffigurata nell'episodio evangelico "Noli me tangere" e come mirofora, prostituta penitente, predicatrice ed eremita. Tale diversità è dettata da una lunga rielaborazione della sua figura effettuata nel corso dei secoli. Attraverso omelie, sermoni e leggende Maria di Magdala ha riunito in sé diversi personaggi dei Vangeli canonici e apocrifi.

### Mirofora
Le rappresentazioni della Maddalena come mirofora sono tra le prime a diffondersi nell'ambiente cristiano, poiché in questo caso, come nell'episodio della Crocifissione, la santa non si trova al centro della scena raffigurata. In tale vicenda, Maria viene posta a capo del gruppo delle Pie donne che si recano al Santo Sepolcro per cospargere il corpo del defunto Gesù con degli oli profumati. «Il vaso di profumi è iconograficamente il suo principale elemento di riconoscibilità» .
La prima raffigurazione di Maria di Magdala, di cui abbiamo testimonianza, è proprio come mirofora ed è in un affresco situato nel battistero della domus ecclesiae di Dura Europus, nell'attuale Siria, realizzato nei primi decenni del III secolo .

### "Noli me tangere"
Con questa espressione si fa riferimento alla vicenda che coinvolse Maria di Magdala e Gesù in seguito alla Resurrezione di Cristo. La santa fu la prima a riconoscere il Risorto, nonostante pochi attimi prima lo abbia confuso con un giardiniere e nella volontà di riabbracciare il suo Maestro si vedrà respinta la richiesta con la frase "Noli me tangere" (Non mi toccare). Tale episodio è uno dei pochi casi di interazione tra la Maddalena e Cristo testimoniata nei Vangeli canonici e, per tale motivo, viene ripreso da Gregorio Magno e Agostino di Ippona nelle loro omelie incentrate sulla santa .

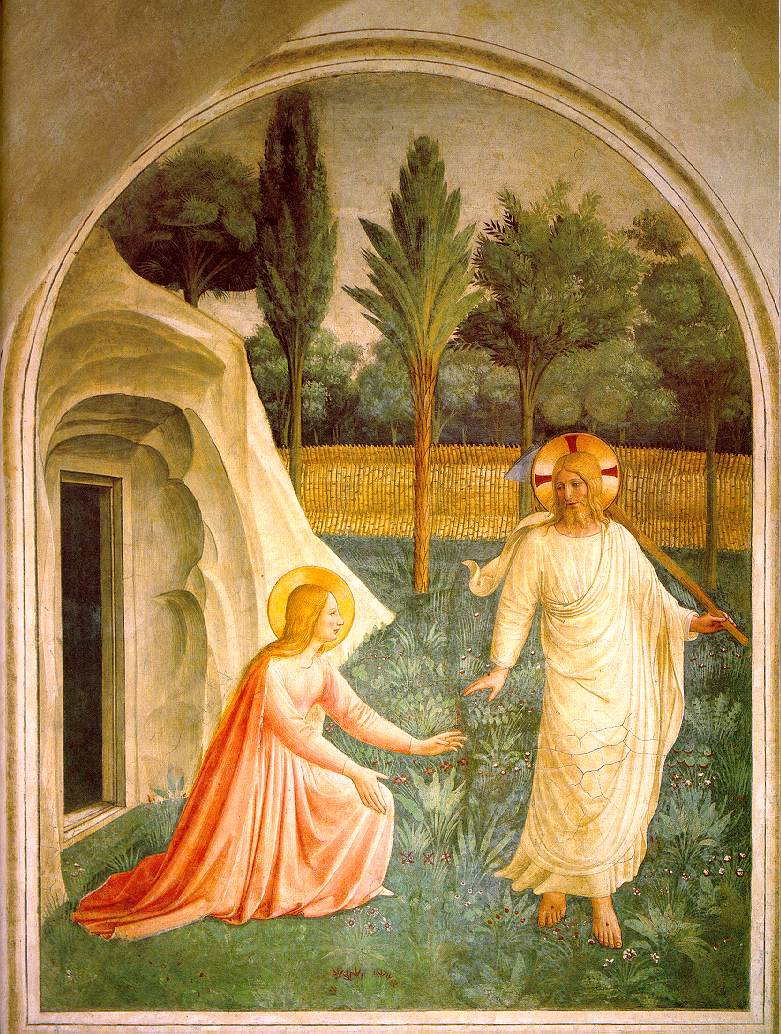
"Noli me tangere" dipinto dal Beato Angelico (XV secolo)

Maria, in tale occasione, è solita essere rappresentata con una lunga veste, i capelli biondi e in ginocchio ai piedi di Gesù con un'espressione di gioia e commozione. Infine, i due protagonisti hanno le braccia allungate, Maria con la volontà di toccare il proprio profeta e l'uomo con l'intento di allontanare la donna.

### Prostituta penitente
L'immagine di Maria Maddalena come prostituta penitente ha origine dalla tradizione di diversi autori occidentali che lessero e commentarono i testi evangelici. Fra le prime testimonianze in cui troviamo tale identificazione, gli scritti di Porfirio sono molto rilevanti. Il filosofo romano, infatti, definisce la donna come «una prostituta proveniente da qualche infimo villaggio e che era stata posseduta dai sette demoni» . Ciò a cui fa riferimento Porfirio è il passo del Vangelo di Luca (LC 8, 1-3) in cui Maria viene definita come «colei dalla quale erano usciti sette demoni». Il consolidamento dell'immagine della prostituta pentita avverrà durante il pontificato di Gregorio Magno. Egli, all'interno di due omelie (XXV e XXXIII) fonderà definitivamente le due figure, avviando «quel processo [...] Che nei secoli successivi la vedrà non più come l'apostola, ma come la peccatrice per antonomasia» .
Nelle raffigurazioni, quindi, sono esplicitati i suoi caratteri da prostituta: viene dipinta nuda con dei lunghi capelli biondi - talvolta le ricoprono completamente il corpo - e con un vaso tra le mani. In alcuni casi possiamo anche trovare dei gioielli gettati sul pavimento che alludono alla sua vita passata .

### Eremita
Le raffigurazioni di Maria di Magdala come eremita sono frutto dell'assimilazione della sua figura a quella di Maria Egiziaca. Quest'ultima era una cortigiana d'Alessandria d'Egitto che, dopo la conversione al cristianesimo, si pentì dei propri peccati e visse a lungo nel deserto per redimerli. La Maddalena come eremita è centrale nel suo culto in Francia e tra gli ordini Mendicanti. Infatti, nella "Legenda Aurea", dove vengono narrati alcuni episodi della sua vita, si legge che Maria visse i suoi ultimi anni in una grotta nei pressi di Sainte Baume .
In genere la donna viene rappresentata all'interno di una grotta, nuda e coperta dai suoi lunghi capelli oppure con abiti consumati da eremita; è solitamente affiancata da un teschio che nell'arte rappresenta un simbolo di meditazione sulla morte e viene posto vicino a santi o eremiti .

### Predicatrice
Maria di Magdala come predicatrice è un tema iconografico che non ha ottenuto una particolare diffusione. Esso fa riferimento a due momenti della vita della donna: l'annunciazione agli apostoli della Resurrezione e la sua attività di evangelizzazione in Francia. Il primo non ebbe molto successo poiché in molti non accettavano che un personaggio femminile avesse avuto un ruolo chiave nelle vicende della Resurrezione . A favor di questa tesi si posero diversi Padri della Chiesa, tra cui Ambrogio ed Eusebio di Cesarea. Successivamente, grazie all'operato di papa Gregorio Magno, tale aspetto di predicatrice venne scalzato dall'immagine di Maria come prostituta.
Per quanto concerne le sue vicende in Francia, si fa riferimento agli episodi descritti nella "Legenda Aurea" . Maria dopo essere sbarcata a Marsiglia iniziò, insieme al discepolo di Gesù, Massimino, a convertire i pagani che vivevano in Gallia. Un esempio in cui tale episodio è raffigurato è la tavola "Maria Maddalena penitente e otto storie della sua vita" realizzata da un pittore anonimo, che viene ricordato come Maestro della Maddalena. La santa viene qui raffigurata con una veste lunga e il capo coperto mentre predica, a uomini e donne, in uno sfondo cittadino.

## Narrativa recente
Alla fine del ventesimo secolo, in seguito al successo del libro Il santo Graal di Baigent, Leigh e Lincoln, è diventata famosa la chiesa di Santa Maria Maddalena di Rennes-le-Château nella regione dell'Aude.

## IlVangelo di Maria

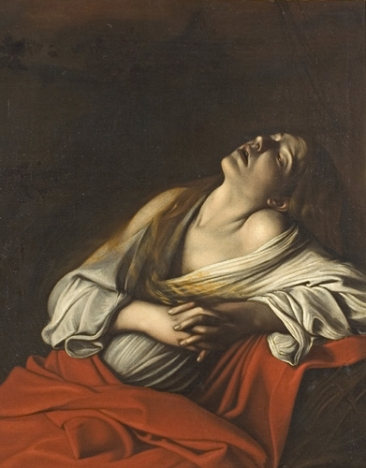
Maria Maddalena in estasi, Caravaggio, 1606.

Un'ulteriore attestazione di Maria di Magdala e del suo ruolo tra i primi cristiani è fornito dal Vangelo di Maria, uno scritto gnostico non incluso nel canone ortodosso, perduto e noto solo attraverso due frammenti in greco del III secolo e in una traduzione in lingua copta del V secolo. Anche se questi manoscritti furono scoperti e pubblicati fra la metà del XIX secolo e il 1947, ci sono riferimenti in opere anteriori (anche del III secolo) e dei Padri della Chiesa al Vangelo di Maria, le quali rivelano il grado in cui fu disprezzato e osteggiato. Nel testo frammentario, i discepoli fanno domande al Signore risorto e ricevono risposta:
Pietro disse a Maria Maddalena:
Allora racconta — alla richiesta di Pietro — di aver avuto una visione del Salvatore, e riporta il suo discorso con lui, che mostra influenze gnostiche.
La sua visione non fu creduta:
Karen King ha osservato che «il confronto di Maria con Pietro, uno scenario trovato anche nel vangelo apocrifo di Tommaso, Pistis Sophia, e nel vangelo apocrifo degli Egiziani, riflette alcune delle tensioni nella Cristianità del II secolo. Pietro e Andrea rappresentano ortodosse posizioni che negano la validità della rivelazione esoterica e rigettano l'autorità delle donne a insegnare».
Questi scritti sono inoltre in contrapposizione con l'affermazione di Gesù riportata dal Vangelo secondo Giovanni:
(Gv18,19-22)

## Maria Maddalena nel Pistis Sophia
Secondo il Codex Askewianus (maggiormente noto come Pistis Sophia), dopo la resurrezione, Cristo, allo scopo di istruire gli apostoli sui misteri, si trattenne sulla terra per undici anni. Come altri vangeli gnostici dunque, esso contiene una supposta "rivelazione segreta" di Gesù risorto ai discepoli riuniti in assemblea (incluse quattro donne: Maria Maddalena, Salome, la Madonna e Marta). Durante questi undici anni, indicato nel primo capitolo dell'opera, Gesù avrebbe portato i suoi discepoli solo fino a un certo livello di conoscenza, per poi condurli, in seguito, a gradi di conoscenza superiori, descrivendo che la trasmissione di una conoscenza (gnosi) superiore richiese a Gesù l'ascesa al cielo con la relativa trasfigurazione, così come viene descritta nei capitoli successivi.
«Detto questo ai suoi discepoli, soggiunse: - Chi ha orecchie da intendere, intenda! Udite queste parole del salvatore, Maria rimase un'ora (con gli occhi) fissi nell'aria; poi disse: - Signore, comandami di parlare apertamente. Gesù, misericordioso, rispose a Maria: - Tu beata, Maria. Ti renderò perfetta in tutti i misteri di quelli dell'alto. Parla apertamente tu il cui cuore è rivolto al regno dei cieli più di tutti i tuoi fratelli» (capitolo 17).
Questo passo del capitolo 17 mostra Maria Maddalena che si erge a protagonista all'interno dell'opera. All'interno del Pistis Sophia, i discepoli interloquiscono con Cristo: la Madre di Gesù interviene tre volte (capitoli 59, 61, 62), Salomè altre tre volte (capitoli 54, 58 e 145) e Marta quattro (capitoli 38, 57, 73 e 80). Tuttavia, Maria Maddalena interviene, in contesti sempre molto importanti, sessantasette volte. Gesù arriva a lodarla varie volte e lei arriva persino a intercedere presso di lui quando i discepoli non capiscono qualche passaggio (capitolo 94). All'interno del Pistis Sophia, Maria Maddalena simboleggia la Conoscenza (Gnosi), e rappresenta dunque l'incarnazione umana di Sophia, e come tale, la Sposa e la controparte femminile di Cristo. Nel Vangelo apocrifo di Filippo, la Sophia viene identificata come la Maria Maddalena, tanto da aver fatto ipotizzare come, il Giovanni dell'Ultima cena di Leonardo, possa essere Maria Maddalena vista nel concetto gnostico di Sophia.

## Ipotesi su Maria Maddalena

### Autrice del Quarto Vangelo, ilVangelo secondo Giovanni?

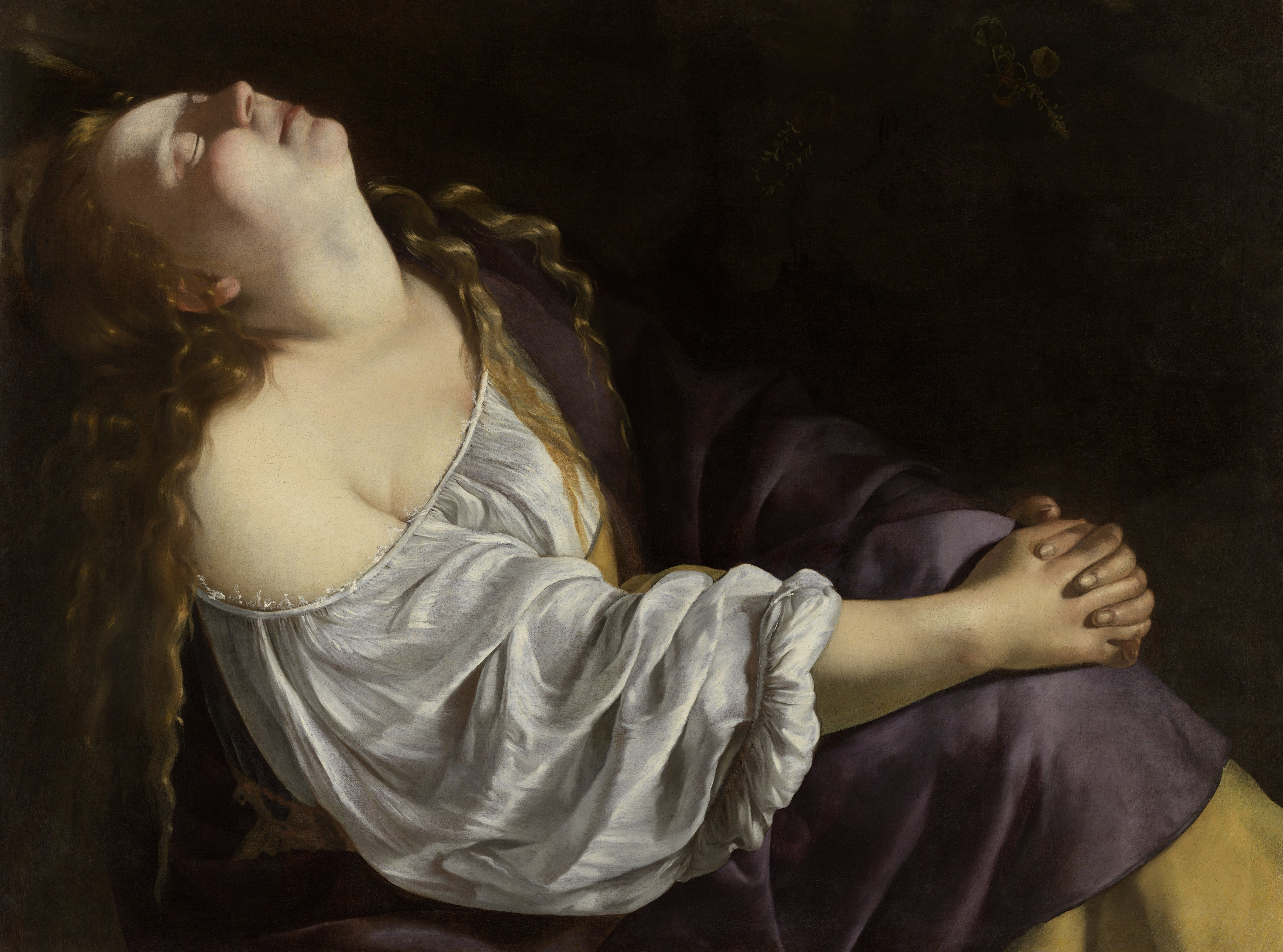
Maria Maddalena in estasi, Artemisia Gentileschi, 1620-1625.

Nel 1998, Ramon K. Jusino ha proposto una teoria senza precedenti secondo cui il "discepolo amato" del Vangelo di Giovanni è Maria Maddalena. Jusino ha basato la sua argomentazione in gran parte sui libri gnostici di Nag Hammadi, rifiutando il punto di vista di Raymond E. Brown secondo cui questi libri erano sviluppi successivi, e sostenendo invece che il Vangelo esistente di Giovanni è il risultato della modifica di un testo precedente che presentava Maria Maddalena come il discepolo amato. Tale opinione non ha avuto particolare successo tra gli studiosi, che continuano a considerare i vangeli gnostici come testi successivi e, pertanto, non affidabili.

### Il rapporto tra la Maddalena e Gesù

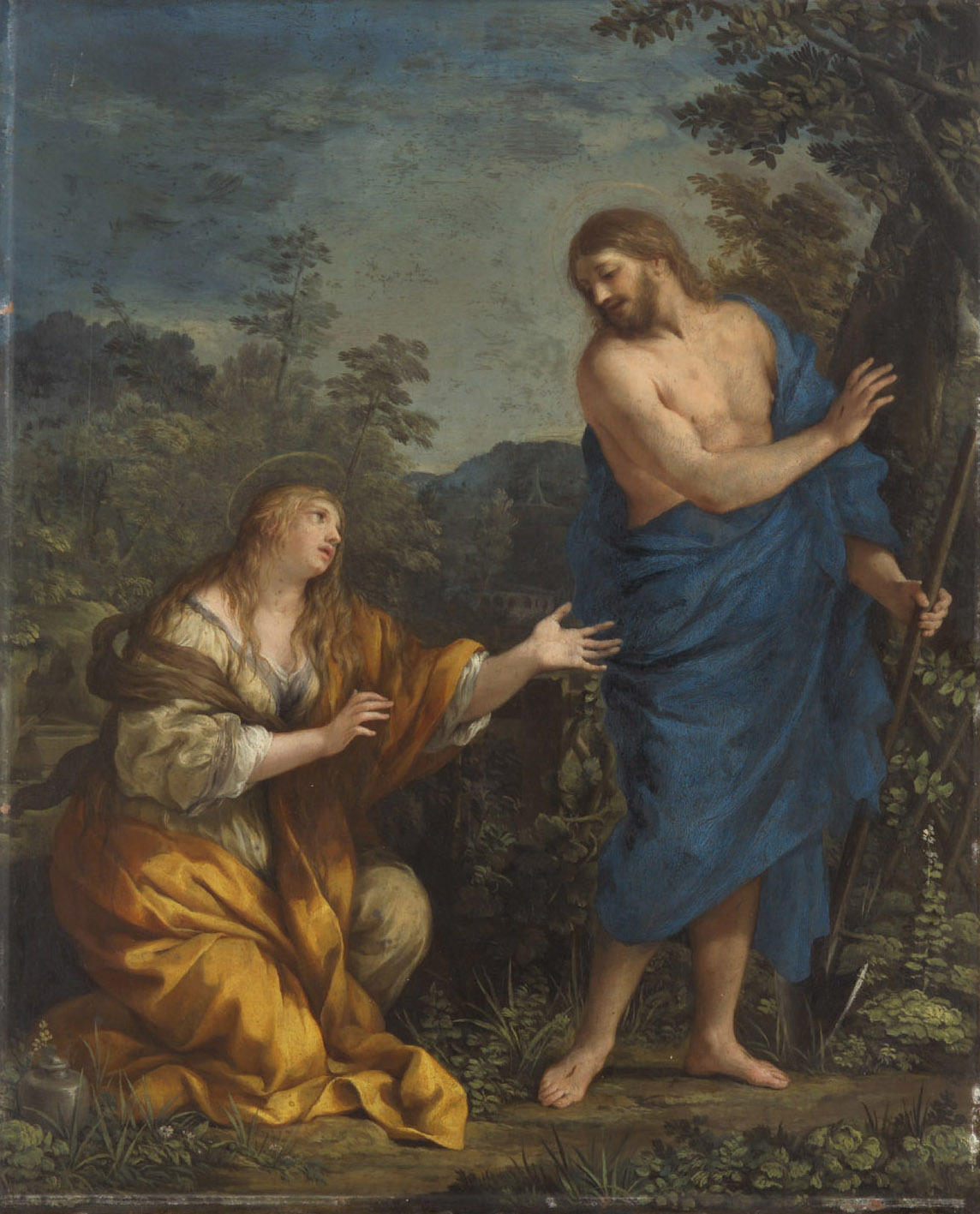
Gesù e Maria Maddalena dopo la Resurrezione

Il vangelo gnostico di Filippo dice che Gesù baciava Maria Maddalena. Da questo particolare, alcuni racconti moderni a esso ispirati sottolineano l'intimità fra Gesù e Maria Maddalena. Secondo le scuole gnostiche il bacio rituale non aveva un significato erotico, ma era espressione della comunione, della fratellanza e della certezza della redenzione degli eletti. La stessa espressione si ritrova nel Nuovo Testamento, nelle epistole di Paolo e di Pietro: «salutatevi gli uni gli altri con un santo bacio» (Rm 16,16, 1P 5:14).
Nei frammenti del testo apocrifo ritrovati fra i Codici di Nag Hammadi si legge che «la compagna del Salvatore è Maria Maddalena, Cristo la amava più di tutti gli altri discepoli e soleva spesso darle dei baci». La frase sarebbe comunque una ricostruzione perché nel manoscritto ci sarebbero in realtà degli spazi vuoti, evidenziati di seguito con delle parentesi: La compagna del ( ) Maria Maddalena ( ) più di ( ) discepoli ( ) baciarla ( ) sulla ( ).
La parola usata per "compagna" nel testo copto del vangelo di Filippo è inoltre un prestito dall'originale greco koinônós. Questo termine non significa "sposa" o "amante", bensì "compagna" ed è comunemente usata per indicare rapporti di amicizia e fratellanza. Ma in quello stesso vangelo, che secondo gli studiosi non risale a prima della seconda metà del II secolo, il bacio è un segno rituale comune anche agli altri personaggi. Secondo gli gnostici inoltre, Gesù e Maria Maddalena erano le incarnazioni umane degli eoni Cristo e Sophia. Il passo non va dunque inteso come una prova storica del matrimonio tra Gesù e la Maddalena, ma secondo le affermazioni gnostiche sull'incoronamento sulla terra del legame celeste degli eoni, dunque come allegoria.
Maria Maddalena è comunque rappresentata nei Vangeli canonici come un personaggio importante: la sua presenza alla Crocifissione la fa ritenere come una seguace che era stata molto vicina a Cristo e a sua madre Maria.

## Luoghi di culto

### In Italia

La chiesa di Santa Maria Maddalena a Roma

- Lanusei (dov'è patrona), Provincia dell'Ogliastra, Cattedrale di Santa Maria Maddalena.
- Castiglione del Lago (dove è patrona), provincia di Perugia, chiesa di Santa Maria Maddalena.
- Capua, Provincia di Caserta, Chiesa di Santa Maria Maddalena.
- Castel Goffredo, provincia di Mantova, oratorio di Santa Maria Maddalena.
- Novi Ligure, provincia di Alessandria, oratorio di Santa Maria Maddalena.
- Pescia, diocesi di Pescia, provincia di Pistoia, chiesa di Santa Maria Maddalena.
- Lari, diocesi di San Miniato, provincia di Pisa, oratorio di Santa Maria Maddalena.
- Roma, chiesa di Santa Maria Maddalena.
- Atrani, diocesi di Amalfi - Cava de' Tirreni, provincia di Salerno, collegiata di Santa Maria Maddalena.
- Fabriano, provincia di Ancona, Chiesa di Santa Maria Maddalena.
- Sant'Egidio del Monte Albino, provincia di Salerno, Abbazia di Santa Maria Maddalena in Armillis
- Campo Ligure (dove è patrona), provincia di Genova, chiesa di Santa Maria Maddalena
- Treviso, provincia di Treviso, Chiesa di Santa Maria Maddalena
- Isola de La Maddalena provincia di Olbia Tempio. Chiesa Parrocchiale di Santa Maria Maddalena
- Ponte Valleceppi, provincia di Perugia, chiesa di Santa Maria Maddalena
- Cremosano, provincia di Cremona, chiesa di Santa Maria Maddalena

### In Francia
- Parigi, Chiesa della Madeleine

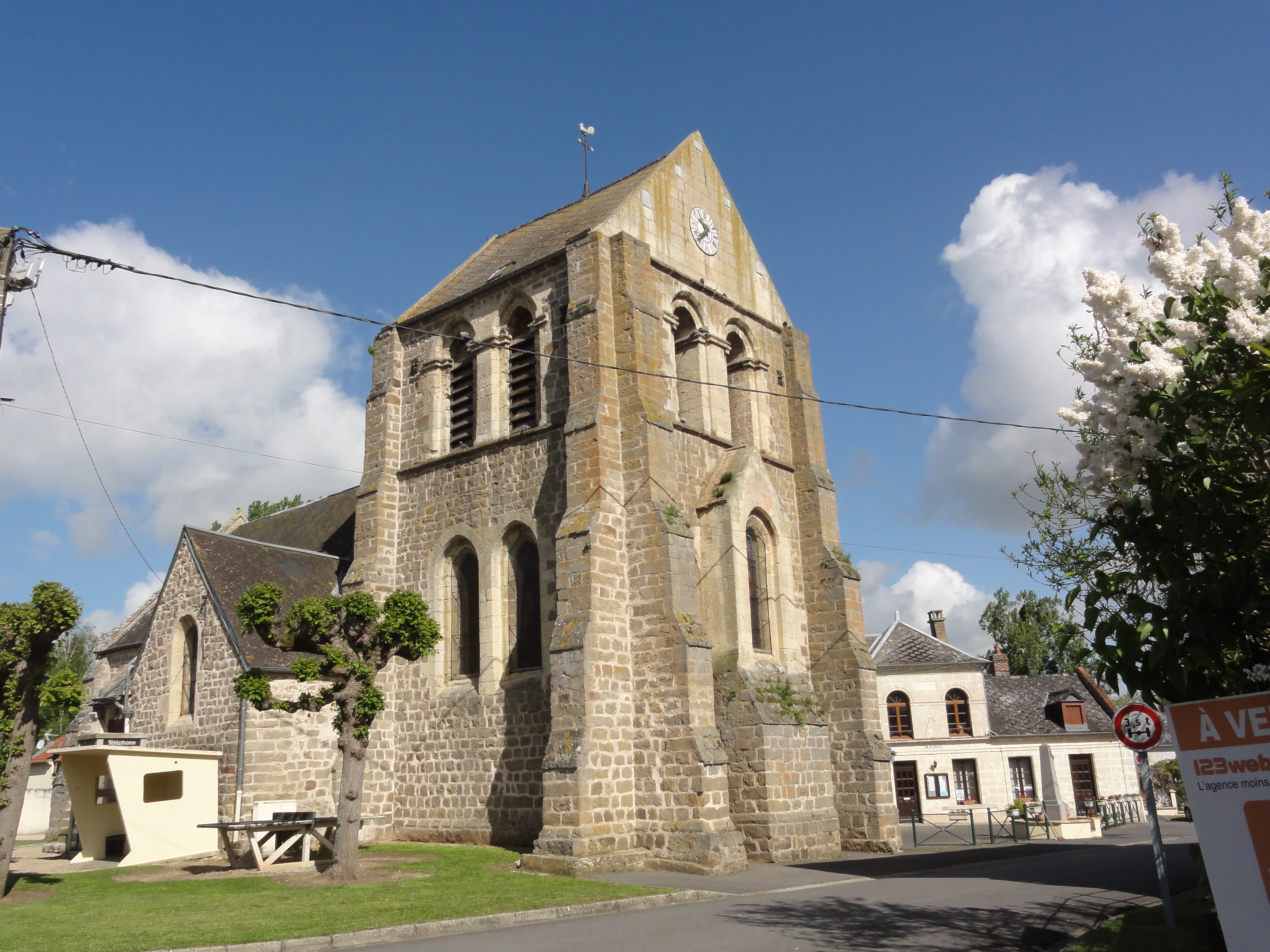
La chiesa di Santa Maria Maddalena a Laniscourt.

- Rennes-le-Château (Aude), Chiesa di Santa Maria Maddalena
- Saint-Maximin-la-Sainte-Baume, (Var), Basilica di Santa Maria Maddalena
- Vézelay, (Yonne), Basilica di Santa Maria Maddalena
- Laniscourt (Aisne), chiesa di Santa Maria Maddalena.

## Musica
- Marc-Antoine Charpentier:
  - Magdalena lugens voce sola cum symphonia, H.343 & H.343 a, mottetto per 1 voce, 2 treble instruments and continuo (1686-87)
  - For Mary Magdalene, H.373, mottetto per 2 voci, 2 flauti e continuo (data ignota)
  - Magdalena lugens, H.388, mottetto per 3 voci e continuo (data ignota)
  - Dialogus inter Magdalena et Jesum 2 vocibus Canto e Alto cum organo, H.423, per 2 voci e continuo (data ignota)
- Antonio Caldara Maddalena ai piedi di Cristo, oratorio (1700)
- Jules Massenet, Marie-Magdeleine, oratorio in 3 atti (1873)
- Sandra, (I'll Never Be) Maria Magdalena (The Long Play) (1985)
- Lady Gaga, Bloody Mary (Born This Way) (2011)
- Mannarino, Maddalena (Supersantos) (2011)

## Filmografia
- Maria Maddalena, regia di Raffaele Mertes (2000)[59].
- Maddalena - Ciò che i suoi occhi hanno visto (Magdalena: Released from Shame, 2007).
- Maria Maddalena (Mary Magdalene), regia di Garth Davis (2018).
- Il codice da Vinci, regia di Ron Howard (2006).

### Riferimenti
1. ↑   Saint Mary Magdalen, in New Catholic Dictionary, 1910. URL consultato il 28 febbraio 2007 (archiviato dall'url originale il 17 settembre 2011).
2. ↑   Adriana Valerio, Maria Maddalena. Equivoci, storie, rappresentazioni, Bologna, Il Mulino, 2020.
3. ↑  P. es. G. Ravasi - Maria di Magdala, troppi equivoci; G. Caffulli - Sulle tracce della Maddalena Archiviato il 27 aprile 2016 in Internet Archive.
4. ↑  Valentina Alberici, La chiamavano Maddalena, pp. 14-26.
5. ↑  Valentina Alberici, La chiamavano Maddalena, pp. 27-35.
6. ↑   Lc 8:2-3, su La Parola - La Sacra Bibbia in italiano in Internet.
7. ↑   Mt 27:55, su La Parola - La Sacra Bibbia in italiano in Internet.
8. ↑   Mc 15:40-41, su La Parola - La Sacra Bibbia in italiano in Internet.
9. ↑   Lc 23:55-56, su La Parola - La Sacra Bibbia in italiano in Internet.
10. ↑   Mt 28:1, su La Parola - La Sacra Bibbia in italiano in Internet.
11. ↑   Mc 16:1-2, su La Parola - La Sacra Bibbia in italiano in Internet.
12. ↑   Mt 28:5, su La Parola - La Sacra Bibbia in italiano in Internet.
13. ↑   Gv 20:1-2, su La Parola - La Sacra Bibbia in italiano in Internet.
14. ↑  Valentina Alberici, La chiamavano Maddalena, pp. 64-90.
15. ↑   Lc 10:38-42, su La Parola - La Sacra Bibbia in italiano in Internet.
16. ↑   Gv 11:1-45, su La Parola - La Sacra Bibbia in italiano in Internet.
17. ↑  Jansen 2000.
18. ↑   Gv 12:1-11, su La Parola - La Sacra Bibbia in italiano in Internet.
19. ↑   Mc 14:3-9, su La Parola - La Sacra Bibbia in italiano in Internet.
20. ↑   Mt 26:6-13, su La Parola - La Sacra Bibbia in italiano in Internet.
21. ↑  Richard R. Losch, All the People in the Bible, William B. Eerdmans Publishing Company, 2008, p. 404.
22. ↑   Mc 14:5, su La Parola - La Sacra Bibbia in italiano in Internet.
23. ↑   Gv 12:5, su La Parola - La Sacra Bibbia in italiano in Internet.
24. ↑   Ga 1:19, su La Parola - La Sacra Bibbia in italiano in Internet.
25. ↑   At 12:17, su La Parola - La Sacra Bibbia in italiano in Internet.
26. ↑   At 15:13, su La Parola - La Sacra Bibbia in italiano in Internet.
27. ↑   Gv 8:1-11, su La Parola - La Sacra Bibbia in italiano in Internet.
28. ↑   Maria Maddalena nella tradizione ortodossa e nella poesia greca (PDF). URL consultato il 4 agosto 2021.
29. ↑   Anselm Hufstader, Lefèvre d'Étaples and the Magdalen, in Studies in the Renaissance, vol. 16, 1969,  pp. 31-60, DOI:10.2307/2857172, ISSN 0081-8658 (WC · ACNP).
30. ↑   Domenico Santoro, Il viaggio di Isabella Gonzaga in Provenza, Arbor Sapientiae, ISBN 9788894820188.
31. ↑   Mario Equicola e la figura di Maria Maddalena, su archeoclubvaldicomino.org, 12 aprile 2020. URL consultato il 4 agosto 2021.
32. ↑   Gli equivoci sulla Maddalena, in Il Sole 24 Ore, 21 luglio 2013. URL consultato il 4 agosto 2021.
33. ↑  Calendarium Romanum (Typis Polyglottis Vaticanis, 1969), pp. 97–98
34. ↑   Decreto della Congregazione per il Culto Divino e la Disciplina dei Sacramenti: la celebrazione di Santa Maria Maddalena elevata al grado di festa nel Calendario Romano Generale (PDF), su vatican.va, 3 giugno 2016. URL consultato il 12 giugno 2016.
35. ↑   Viviana Vannucci, Maria Maddalena. Storia e iconografia nel Medioevo dal III al XIV secolo, Roma, Gangemi Editore, ISBN 9788849273410. URL consultato il 2 novembre 2015.
36. ↑   Anne Jacobson Schutte, Luigi D'Aragona: Un cardinale del rinascimento in viaggio per l'Europa. Andre Chastel, in The Journal of Modern History, vol. 62, n. 1, 1º marzo 1990,  pp. 170–171, DOI:10.1086/243417. URL consultato il 12 aprile 2020.
37. ↑  vedi: Chiese dedicate a Santa Maria Maddalena.
38. ↑  Abernethy and Beaty, The Folklore of Texan Cultures, Denton University of North Texas Press, 2000, p. 261.
39. ↑  Adriana Valerio, Maria Maddalena, p.91.
40. ↑  Marcello Mignozzi, Suspended between Sacred and Profane: the Iconography of Mary Magdalene from Its Origins to the Fifteenth Century , in Mary Magdalene from the new testament to the new Age , a cura di Edmondo Lupieri, Carocci, Roma, 2020, p.17.
41. ↑  Viviana Vanucci, Maria Maddalena, p.24.
42. ↑  B. Van Os, Una prostituta di Betania? Nota su Maria Maddalena nelle fonti antiche non cristiane, in I mille volti della Maddalena, a cura di Edmondo Lupieri, Carocci, Roma, 2020, p.17.
43. ↑  Adriana Valerio, Maria Maddalena , p.53.
44. ↑  Ivi, pp. 96-99.
45. ↑  Jacopo da Varazze, Legenda Aurea, a cura di G.P. Maggioni, Sismel-Edizioni del Galluzzo, Firenze, 2007, pp. 704-718.
46. ↑  Adriana Valerio, Maria Maddalena, pp. 101-102.
47. ↑  Elena Giannarelli, La santa dalle molteplici identità, in "Il riposto nella Tenda", 34, 2009, pp. 16-17.
48. ↑  Jacopo da Varazze, Legenda Aurea, pp. 704-718.
49. ↑  La Libreria Nag Hammadi, introduzione.
50. ↑   Gv 18,19-22, su La Parola - La Sacra Bibbia in italiano in Internet.
51. ↑  Giorgio Maria Carbone, Maria Maddalena, Edizioni Studio Domenicano, 2005, pp. 89-92.
52. ↑   Una nuova ipotesi interpretativa sull’Ultima cena di Leonardo – Periodico Informa, su periodicoinforma.it. URL consultato il 10 dicembre 2018 (archiviato dall'url originale l'11 dicembre 2018).
53. ↑  Marvin Meyer e Esther A. de Boer, The Gospels of Mary: The Secret Traditions of Mary Magdalene the Companion of Jesus (Harper San Francisco) 2004; Esther de Boer, ‘Should we all turn and listen to her?’: Mary Magdalene in the spotlight, pp. 74-96.
54. ↑   Mary Magdalene: Author of the Fourth Gospel?, su beloveddisciple.org. URL consultato il 4 agosto 2021.
55. ↑   Che rapporto intercorreva tra Gesù e la Maddalena, secondo il Vangelo di Filippo?, su christianismus.it. URL consultato il 4 agosto 2021.
56. ↑   Rm 16,16, su La Parola - La Sacra Bibbia in italiano in Internet.
57. ↑   1P 5:14, su La Parola - La Sacra Bibbia in italiano in Internet.
58. ↑  Vangelo di Filippo - codice II, 51, 29-86, 19, in I vangeli gnostici, a cura di Luigi Moraldi, Adelphi, Milano, 1995, p. 157.
59. ↑   Maria Maddalena, su holyart.it. URL consultato il 4 agosto 2021.